# 1954 في الأرجنتين
فيما يلي قوائم الأحداث التي وقعت خلال عام 1954 في الأرجنتين.

## رياضة
- 17 يناير – جائزة الأرجنتين الكبرى 1954 الفائز خوان مانويل فانجيو.

## مواليد

### يناير
- 1 يناير – مونيكا فيلا ممثلة أرجنتينية.
- 21 يناير – تشارلز لاعب كرة قدم أرجنتيني.
- 25 يناير – ريكاردو بوجيني لاعب كرة قدم أرجنتيني.

### مايو
- 25 مايو – سوزانا تريماركو ناشطة حقوق إنسان أرجنتينية.

### يونيو
- 8 يونيو – غييرمو إيبون لاعب كرة مضرب أرجنتيني.
- 28 يونيو – خوليو بلانك صحفي أرجنتيني.

### يوليو
- 15 يوليو – ماريو كيمبس لاعب كرة قدم أرجنتيني.

### أغسطس
- 28 أغسطس – ماريا روزا يوريو فنانة أرجنتينية.

### أكتوبر
- 9 أكتوبر – روبن ماجنانو مدرب كرة سلة أرجنتيني.

### نوفمبر
- 5 نوفمبر – أليخاندرو سابيلا مدرب، ولاعب كرة قدم أرجنتيني.

### ديسمبر
- 13 ديسمبر – خوسيه فان تويني لاعب كرة قدم أرجنتيني.
- 20 ديسمبر – جوزيه روبرتو ألفيس لاعب كرة قدم برازيلي.

## وفيات

### أكتوبر
- 3 أكتوبر – مانويل روميرو (مواليد 1891) مخرج أفلام أرجنتيني.
- 29 أكتوبر – خوسيه ميغيل نوغويرا (مواليد 1913) مدرب، ولاعب كرة قدم أرجنتيني.